# Associazione Calcio Novara 1962-1963
Questa voce raccoglie le informazioni riguardanti l'Associazione Calcio Novara nelle competizioni ufficiali della stagione 1962-1963.

## Rosa
| N. |                   | Ruolo | Calciatore            |
| -- | ----------------- | ----- | --------------------- |
|    | Italia (bandiera) | C     | Stefano Bernini       |
|    | Italia (bandiera) | A     | Enrico Bramati        |
|    | Italia (bandiera) | A     | Pier Antonio Brasi    |
|    | Italia (bandiera) | P     | Bruno Fornasaro       |
|    | Italia (bandiera) | A     | Renato Gavinelli      |
|    | Italia (bandiera) | C     | Luigi Giannini        |
|    | Italia (bandiera) |       | Gnemmi                |
|    | Italia (bandiera) | P     | Fausto Lena           |
|    | Italia (bandiera) | D     | Pietro Lomazzi        |
|    | Italia (bandiera) | C     | Angelo Maccarini      |
|    | Italia (bandiera) | A     | Norberto Mascheroni I |

| N. |                   | Ruolo | Calciatore                   |
| -- | ----------------- | ----- | ---------------------------- |
|    | Italia (bandiera) | A     | Paolo Mentani                |
|    | Italia (bandiera) | A     | Giorgio Milanesi             |
|    | Italia (bandiera) | D     | Arcangelo Gabriele Moderiano |
|    | Italia (bandiera) | C     | Gianni Molinari              |
|    | Italia (bandiera) | D     | Roberto Ranghino             |
|    | Italia (bandiera) | C     | Giovanni Sanna               |
|    | Italia (bandiera) | D     | Carlo Soldo                  |
|    | Italia (bandiera) | C     | Celestino Testa              |
|    | Italia (bandiera) | D     | Giovanni Udovicich           |
|    | Italia (bandiera) | D     | Umberto Volpati              |
|    | Italia (bandiera) | C     | Pierluigi Zeno               |